# Matarr Kujabi
Alhagi Matarr Kujabi (* 11. Mai 1969) ist ein gambischer Politiker.

## Leben
| Parlamentswahl | Stimmen | Stimmanteil     |
| -------------- | ------- | --------------- |
| 2007           | n/a     | ohne Konkurrenz |
| 2012           | 1.272   | 56,89 %         |

Matarr Kujabi trat bei der Wahl zum Parlament 2007 als Kandidat der Alliance for Patriotic Reorientation and Construction (APRC) im Wahlkreis Foni Bondali in der Brikama Administrative Area an. Da es von der Opposition keinen Gegenkandidaten gab, konnte er den Wahlkreis für sich gewinnen. In der folgenden Wahl zum Parlament 2012 trat Kujabi erneut im selben Wahlkreis als Kandidat an. Mit 56,89 % konnte er den Wahlkreis vor den unabhängigen Kandidaten Ousman M. Nyassi für sich gewinnen. Zu der Wahl zum Parlament 2017 trat Kujabi nicht als Kandidat an.